# Asplenium pedicularifolium
Asplenium pedicularifolium är en svartbräkenväxtart som beskrevs av St. Hil. Asplenium pedicularifolium ingår i släktet Asplenium och familjen Aspleniaceae. Inga underarter finns listade.